# Harmony (Maine)
Harmony è un comune degli Stati Uniti d'America, situato nello Stato del Maine, nella contea di Somerset.